# Maladie de Darier
Pour les articles homonymes, voir Darier.

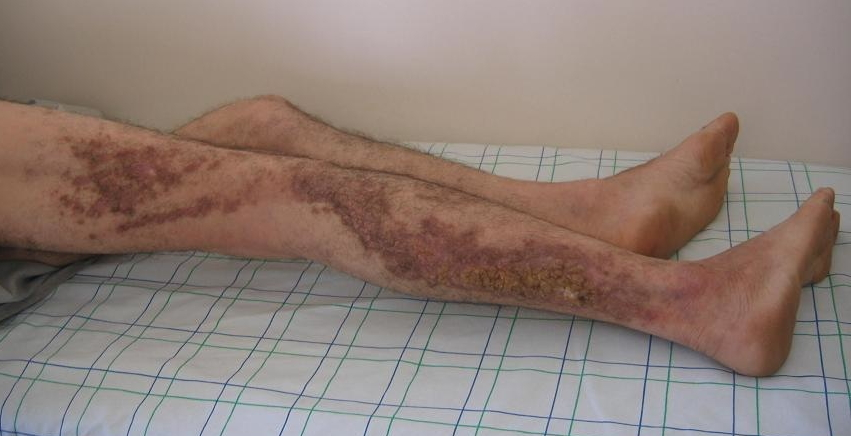
Maladie de Darier

La maladie de Darier, est une dyskératose, anomalie de l'épiderme, forme d'érythème, principalement folliculaire, prédominant dans les zones séborrhéiques.
Elle a été décrite en 1889 par Ferdinand-Jean Darier sous le nom de psorodermose folliculaire végétante.
Certains patients s'organisent en association,.